# 列利特卡
49°33′0″N 27°53′54″E / 49.55000°N 27.89833°E
列利特卡（烏克蘭語：Лелітка），是烏克蘭的村落，位於該國西南部文尼察州，由赫梅利尼克區負責管轄，面積1.4平方公里，海拔高度252米，2001年人口463，人口密度每平方公里330.71人。